# Кадзамаура

41°29′15″ пн. ш. 140°59′44″ сх. д. / 41.48750° пн. ш. 140.99556° сх. д.
Кадзамау́ра (яп. 風間浦村, かざまうらむら, МФА: [kad͡zama.uɾa muɾa]) — село в Японії, в повіті Сімо-Кіта префектури Аоморі. Станом на 1 жовтня 2007 площа села становила 69,60 км². Станом на 1 липня 2008 населення села становило 2368 осіб.